# 1977 en musique classique
| \| • Retour à la chronologie générale de la musique classique • \| |
| Grèce • Rome • Haut Moyen Âge • VIIIe siècle • IXe siècle • Xe siècle • XIe siècle XIIe siècle • XIIIe siècle • XIVe siècle • XVe siècle • XVIe siècle • XVIIe siècle XVIIIe siècle • XIXe siècle • XXe siècle • XXIe siècle |
| • Retour à la chronologie générale de la musique classique • |

| Années en musique classique : 1974 - 1975 - 1976 - 1977 - 1978 - 1979 - 1980    |
| Décennies en musique classique : 1940 - 1950 - 1960 - 1970 - 1980 - 1990 - 2000 |

## Événements

### Créations
- 6 janvier : Ainsi la nuit d'Henri Dutilleux, créé à Paris par le Quatuor Parrenin.
- 7 février : Concert inaugural de l'American Composers Orchestra au Lincoln Center de New York.
- 21 mars : le Concerto Grosso no 1 d'Alfred Schnittke, créé par Gidon Kremer et Tatjana Grindenko aux violons, Yuri Smirnov au clavecin et le Leningrad Chamber Orchestra dirigés par Eri Klas.
- 4 avril : la Symphonie no 3 d'Henryk Górecki, créée au Festival international d'art contemporain de Royan en France.
- 18 juin : The Martyrdom of St.Magnus, opéra de chambre de Peter Maxwell Davies, créé à la cathédrale St. Magnus à Kirkwall (Orcades).
- 7 juillet : The Ice Break, opéra de Michael Tippett, créé à Covent Garden de Londres sous la direction de Colin Davis.
- 7 août : la Symphonie no 7 de Howard Hanson, créée à Interlochen (en).
- 6 octobre : la Symphonie no 4 de Michael Tippett, créée à Chicago par l'Orchestre symphonique de Chicago sous la direction de Sir Georg Solti.

#### Date indéterminée
- Arvo Pärt écrit Fratres et Cantus Firmus in memoriam Benjamin Britten après la mort de Benjamin Britten l'année précédente, ainsi que Tabula rasa.
- Peter Sculthorpe compose Port Essington pour orchestre à cordes.

### Autres
- 1er janvier : concert du nouvel an de l'orchestre philharmonique de Vienne au Musikverein, dirigé par Willi Boskovsky.

#### Date indéterminée
- Fondation de l'Orchestre symphonique de Pékin.
- Fondation du groupe vocal français A Sei Voci (dissous en 2011).
- Premier Concours de violoncelle Rostropovitch.
- Fondation du New World String Quartet.
- L'Orchestre national d'Écosse reçoit le patronage de la reine Élisabeth II, mais ne deviendra l'Orchestre national royal d'Écosse jusqu'à 1991.

## Prix
- Lluis Claret et Frédéric Lodéon obtiennent le 1er Grand Prix ex æquo du Concours de violoncelle Rostropovitch.
- Herbert von Karajan reçoit le Prix Ernst von Siemens.
- Olivier Messiaen reçoit le Léonie Sonning Music Award.
- Walter Steffens reçoit le Prix Hans-Werner-Henze.
- Roman Haubenstock-Ramati reçoit le Prix de la ville de Vienne pour la musique.

## Naissances

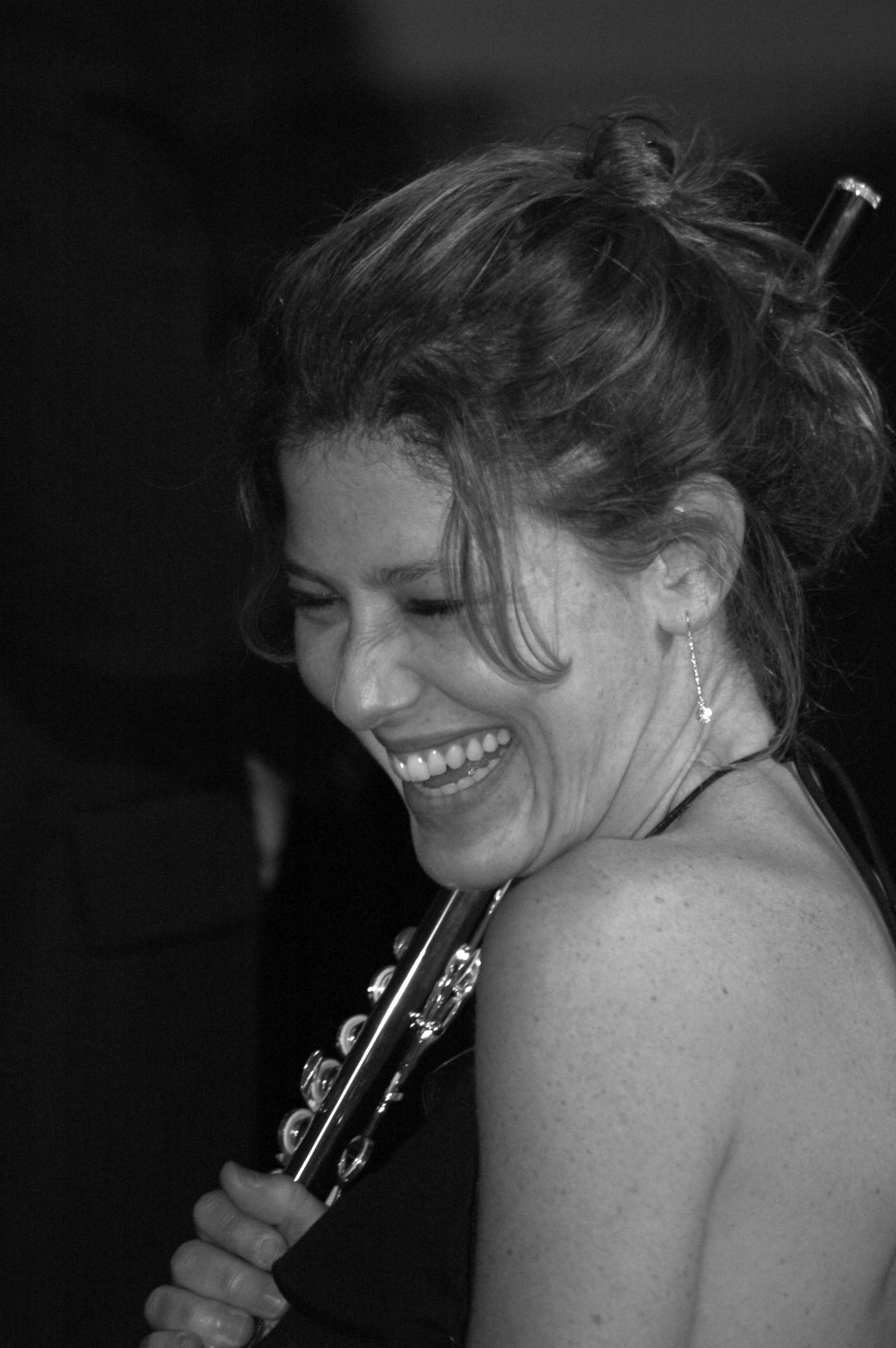
Silvia Careddu

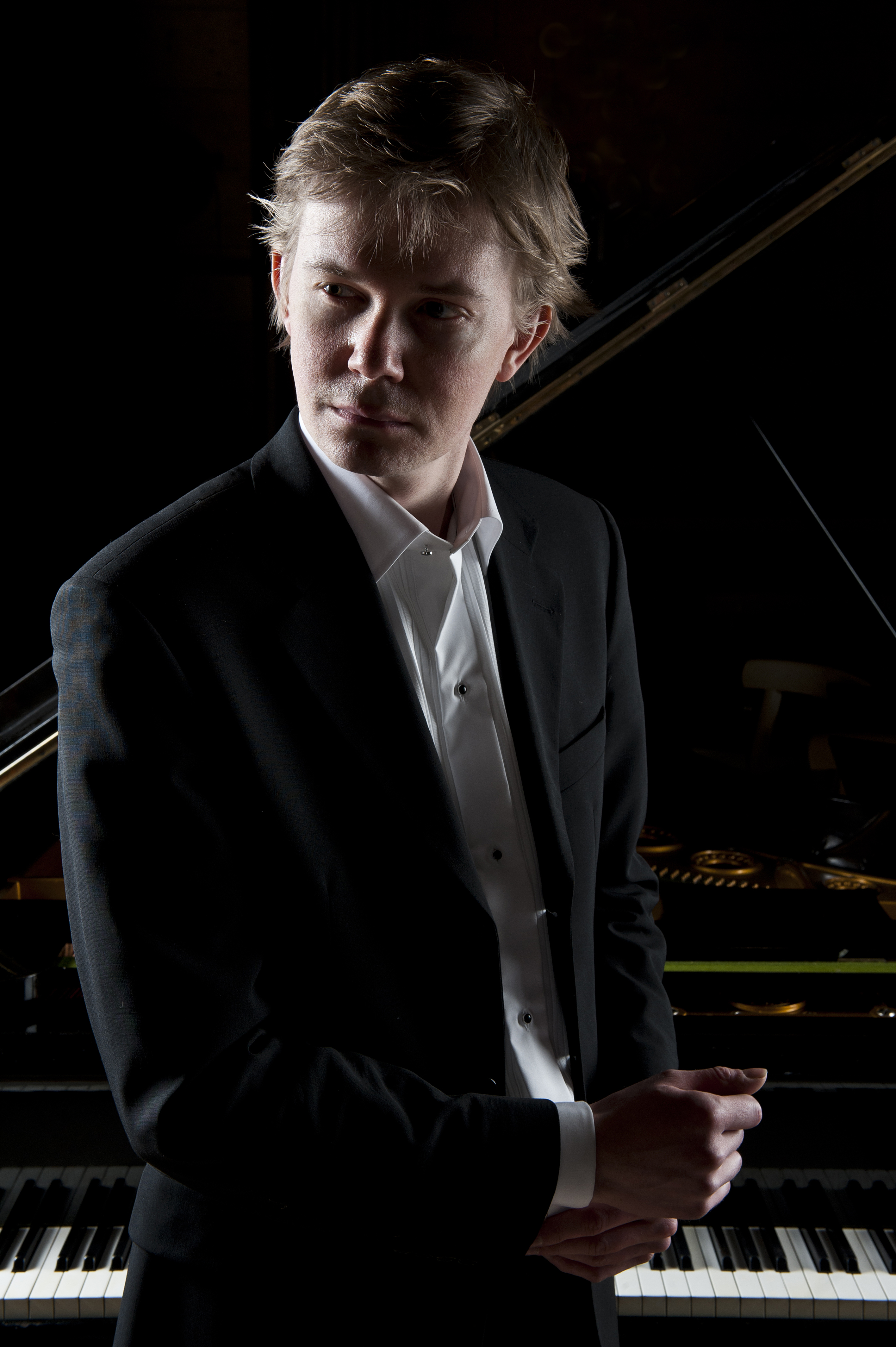
Frederik Magle

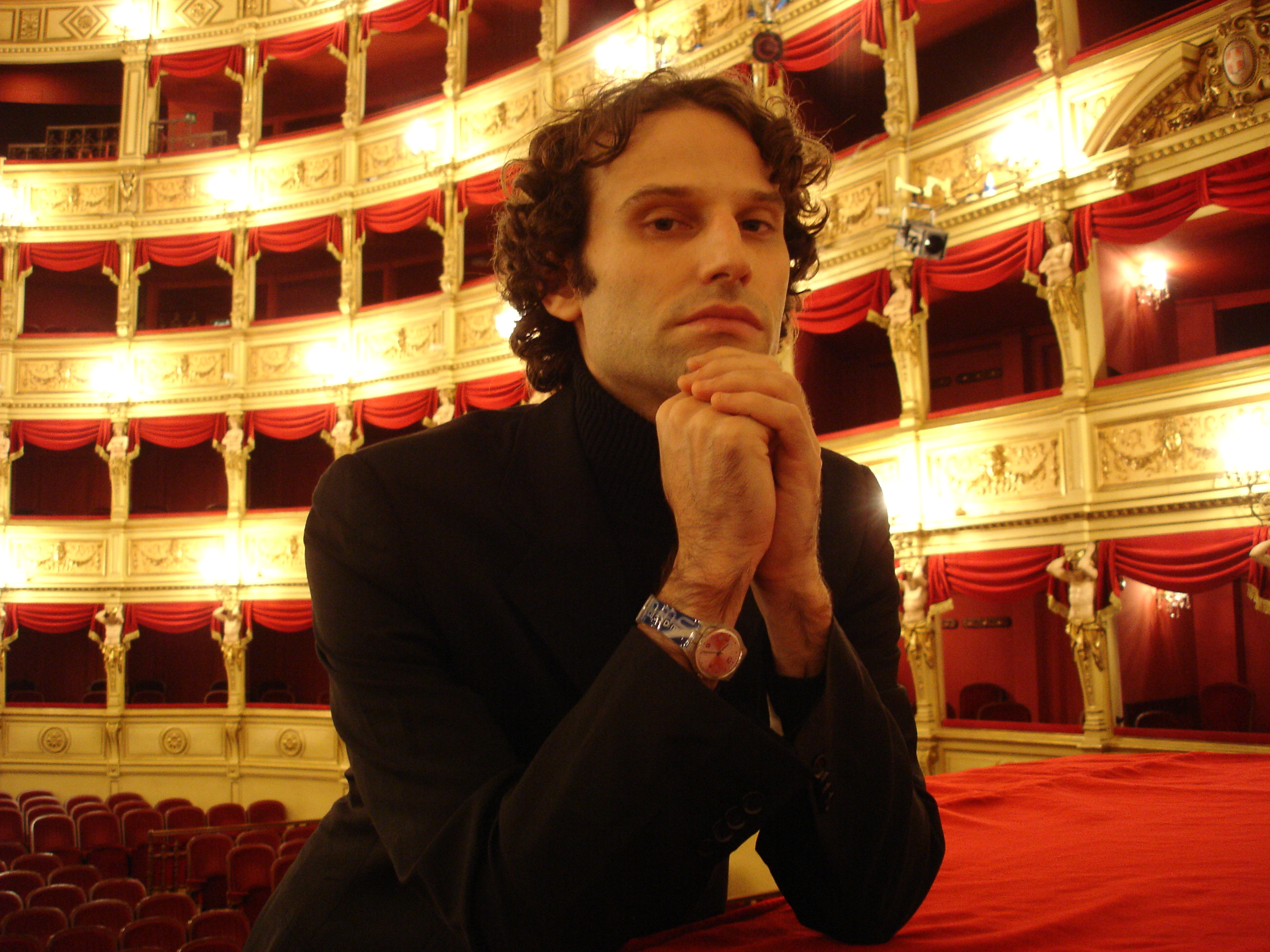
David Greilsammer

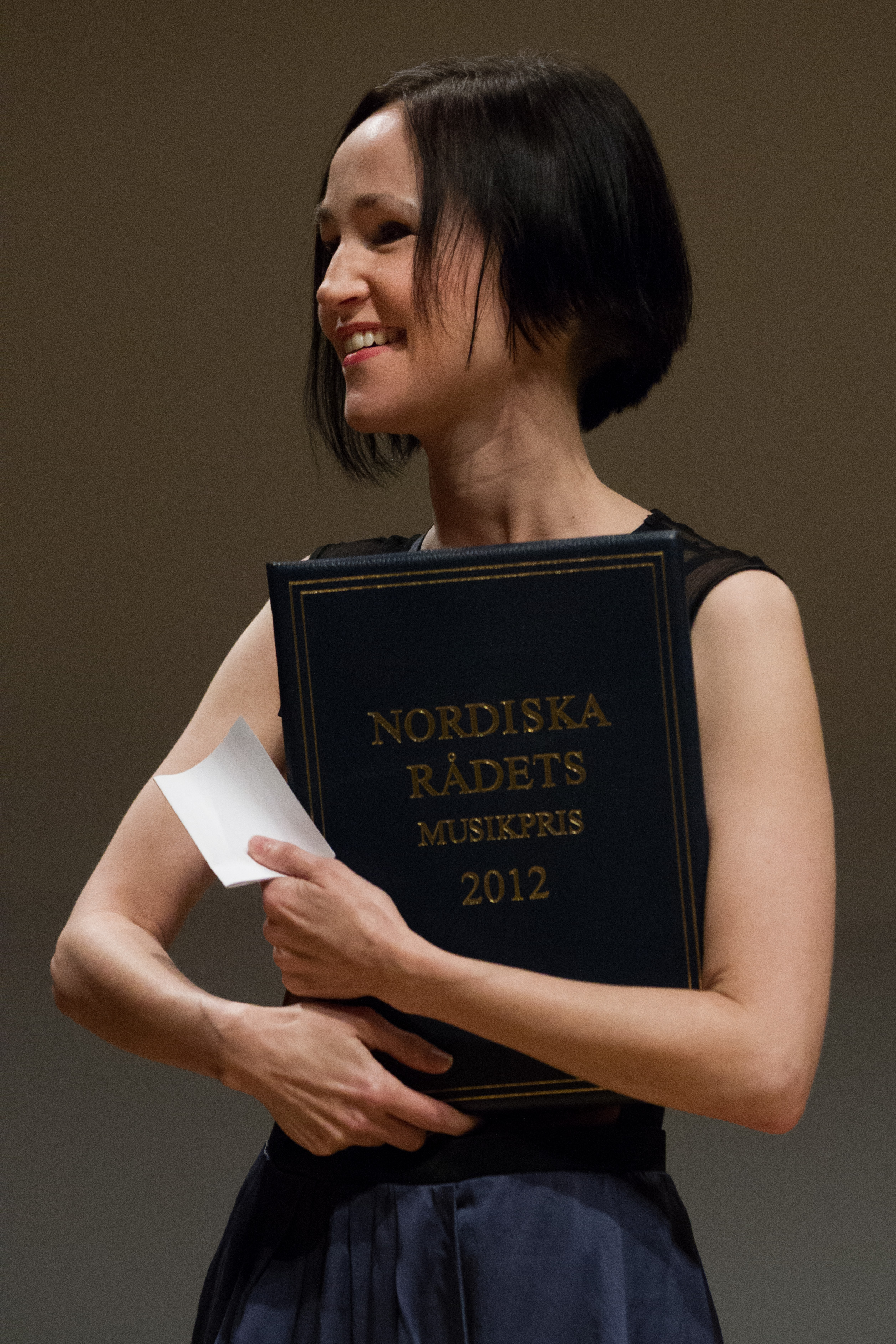
Anna S. Þorvaldsdóttir

- 8 janvier : Nicolas Dautricourt, violoniste français.
- 16 janvier : Nicholas McRoberts, compositeur et chef d'orchestre australien.
- 19 janvier : Benoît Menut, compositeur français.
- 22 janvier : Simone Menezes, cheffe d'orchestre italo-brésilienne.
- 25 janvier : Florent Bontron, flûtiste français.
- 26 janvier : Ēriks Ešenvalds, Compositeur letton.
- 29 janvier : Desirée Rancatore, soprano italienne.
- 31 janvier :
  - Alexandre Dratwicki, musicologue français.
  - Benoît Dratwicki, musicologue et directeur artistique français.
- 7 février : Joe Schittino, compositeur et musicien italien.
- 19 février : Vittorio Grigolo, ténor italien.
- 28 février : Philipp Maintz, compositeur allemand.
- 5 mars : Silvia Careddu, flûtiste italienne.
- 6 mars : Edna Stern, pianiste et pianofortiste Israélo-belge.
- 14 mars : Britta Byström, compositrice suédoise.
- 31 mars : Finghin Collins, pianiste irlandais.
- 17 avril :
  - Alexandre Ghindine, pianiste russe.
  - Frederik Magle, compositeur, organiste, pianiste et improvisateur danois.
- 18 avril : Adrien Vauthey, compositeur suisse.
- 27 avril : Dai Fujikura, compositeur japonais de musique contemporaine.
- 8 mai : Roland Szentpáli, compositeur et tubiste hongrois.
- 10 mai : Sergueï Nakariakov, trompettiste russe.
- 14 mai : Mate Bekavac, clarinettiste slovène.
- 26 mai : Andrew Kennedy, ténor anglais.
- 1er juin : Paulin Bündgen, contre-ténor français.
- 7 juin : Éliane Reyes, pianiste belge.
- 15 juin : Jeanne Barbey, compositrice française de musique sacrée.
- 28 juin : Measha Brueggergosman, soprano canadienne.
- 4 juillet : Armando Noguera, chanteur lyrique baryton argentin.
- 11 juillet : Anna S. Þorvaldsdóttir, compositrice islandaise.
- 9 août : Romain Hervé, pianiste français.
- 10 août : David Greilsammer, pianiste et chef d'orchestre israélien.
- 11 août : Nicolas Horvath, pianiste français.
- 19 août : Célimène Daudet, pianiste française.
- 2 septembre : Ayako Takagi, flûtiste japonaise.
- 11 septembre : Irina Lankova, pianiste belge.
- 23 septembre : Andrea Bacchetti, pianiste italien.
- 12 octobre : Nino Surguladze, mezzo-soprano géorgienne.
- 20 octobre : Leila Josefowicz, violoniste classique.
- 21 octobre : Tugan Sokhiev, chef d'orchestre russe.
- 2 novembre : Geneviève Laurenceau, violoniste française.
- 11 novembre : Lin-Ni Liao, compositrice et musicologue taïwanaise.
- 21 novembre : Pablo Heras-Casado, chef d'orchestre espagnol.
- 14 décembre : Andrés Orozco-Estrada, chef d'orchestre colombien.

### Date indéterminée
- Cyril Auvity, ténor français
- Mathieu Dupouy, pianiste, claveciniste et organiste français.
- Luca Guglielmi, chef d'orchestre, compositeur, claveciniste, organiste italien.
- Kazuko Hiyama, pianiste et pianofortiste japonaise.
- Vera Ivanova, compositrice russe.
- Patricia Kopatchinskaja, violoniste moldave, suisse et autrichienne.
- Lidia Ksiazkiewicz, musicienne, pianiste et organiste polonaise.
- Vasco Mendonça, compositeur portugais de musique contemporaine.
- Maxime Patel, organiste, pianiste, improvisateur, compositeur français.
- Lawrence Power, altiste anglais.
- Asuka Sezaki, violoniste japonaise.
- Philip Stopford, organiste et compositeur anglais.
- Caroline Weynants, soprano belge.

## Décès

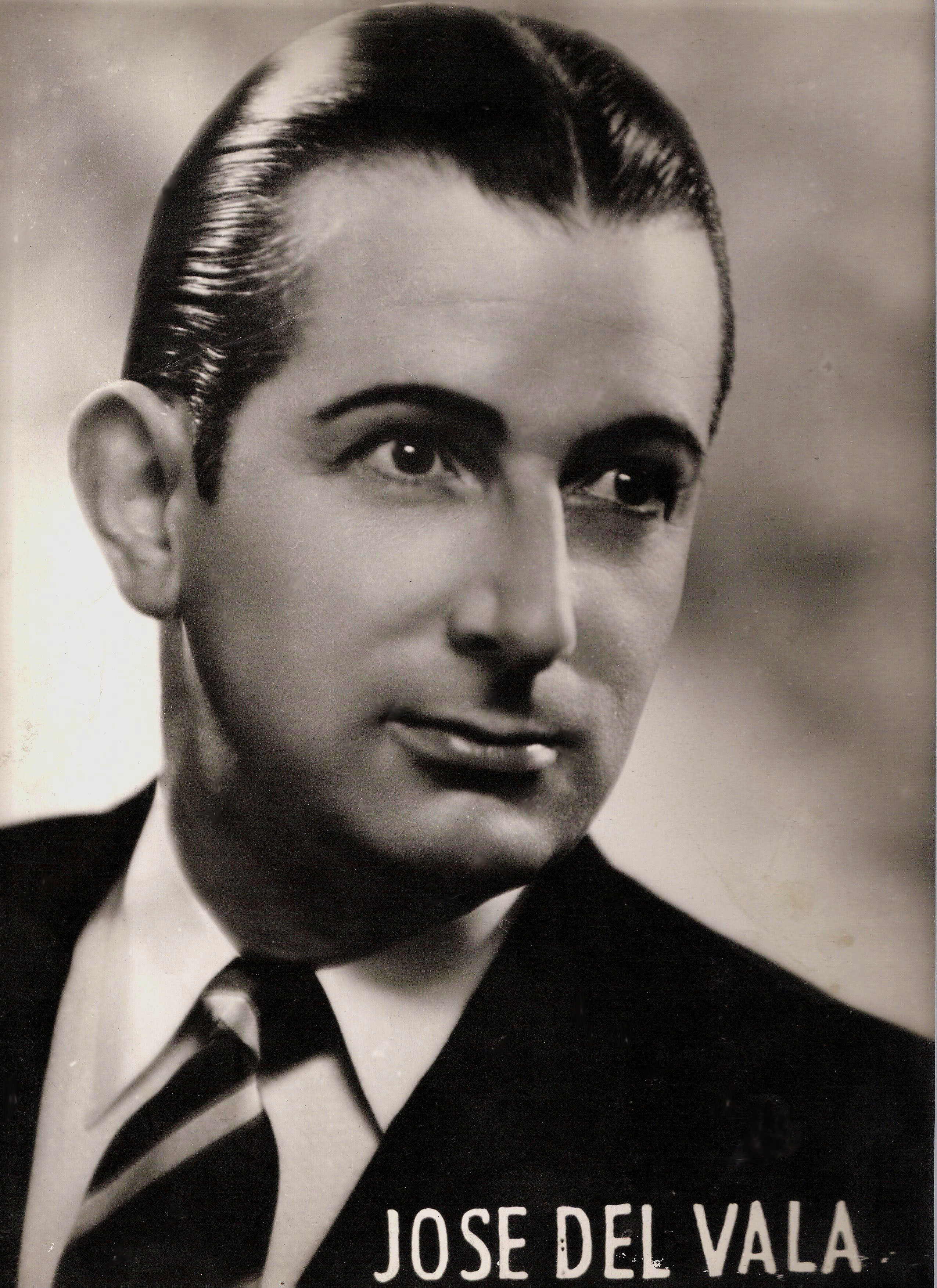
José Del Vala

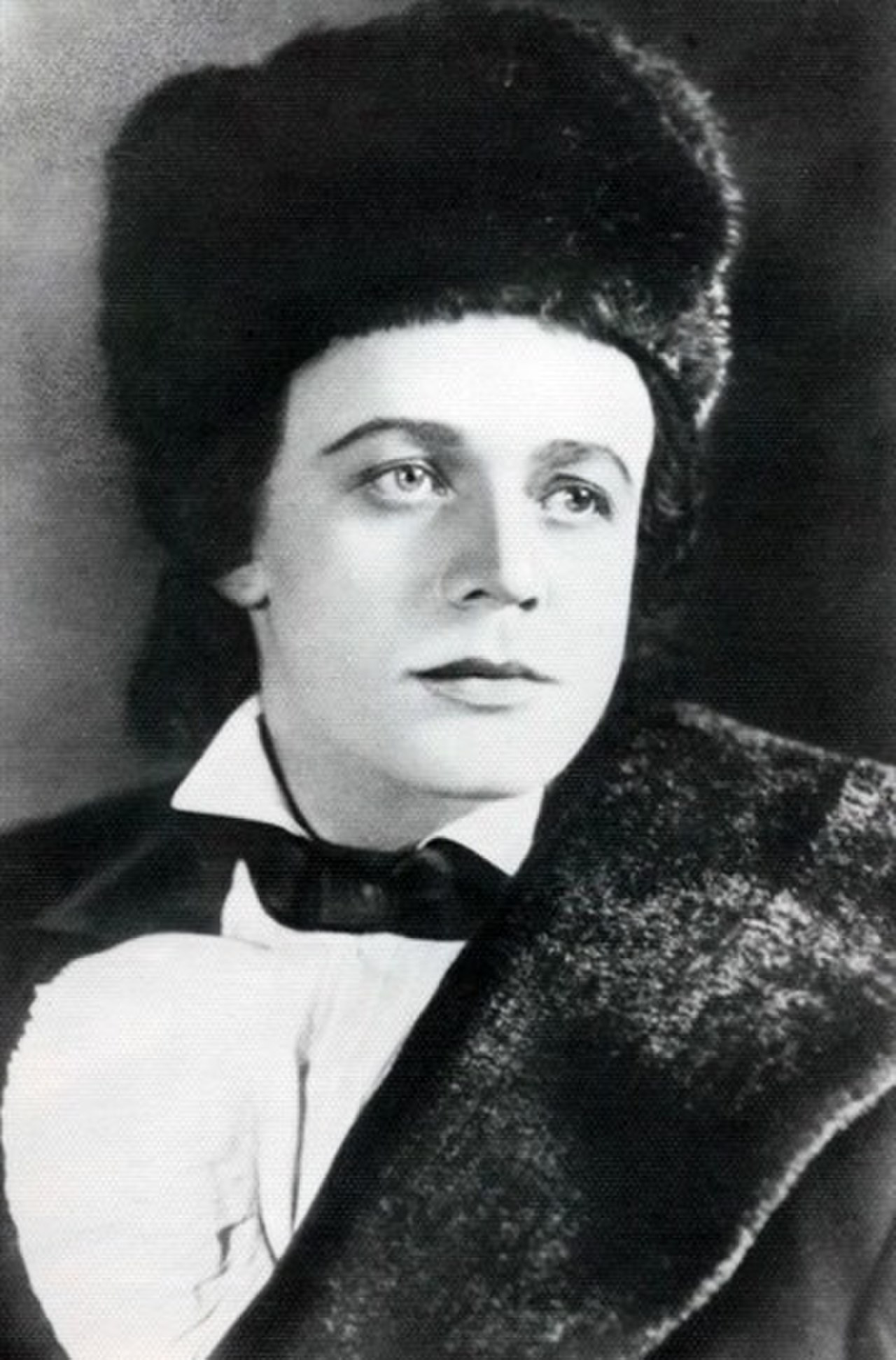
Sergueï Lemechev

- 1er janvier : Michael Thomas Mann, musicien de naissance allemande, professeur de littérature allemande (° 21 avril 1919).
- 8 février : Eivind Groven, compositeur norvégien microtonal (° 8 octobre 1901).
- 15 février : Lūcija Garūta, compositrice, pianiste et poète lettone (° 14 mai 1902).
- 18 février : Henri Challan, pédagogue et compositeur français (° 12 décembre 1910).
- 26 février : Maxime Jacob, compositeur français (° 13 janvier 1906).
- 10 mars : E. Power Biggs, organiste anglais naturalisé américain (° 29 mars 1906).
- 20 mars : Suzanne Lefort, mezzo-soprano française (° 10 novembre 1919).
- 24 mars : Saburō Moroi, compositeur japonais (° 7 août 1903).
- 29 mars : Georgi Zlatev-Cherkin, compositeur et pédagogue vocal bulgare (° 23 avril 1905).
- 30 mars : Levko Révoutsky, compositeur et professeur de musique ukrainien (° 20 février 1889).
- 4 avril : Alois Reiser, compositeur, violoncelliste et chef d'orchestre américain d'origine tchèque (° 6 avril 1884).
- 9 mai : Walter Kraft, organiste et compositeur allemand (° 9 juin 1905).
- 16 mai : Édouard van Remoortel, chef d'orchestre Belge (° 30 mai 1926).
- 22 mai : José Del Vala, ténor d'opéra (° 9 juin 1905).
- 27 mai : Etelka Freund, pianiste hongroise (° 1879).
- 28 mai : Jiří Reinberger, organiste et compositeur tchèque (° 14 avril 1914).
- 1er juin : Henri Gagnebin, organiste, compositeur et musicien vaudois, puis genevois (° 13 mars 1886).
- 4 juin : Giuliano Bernardi, chanteur d’opéra italien (° 21 décembre 1939).
- 25 juin :
  - Henri Verdun, compositeur français, de son vrai nom Maurice Joseph Castelain (° 9 août 1895).
  - Endre Szervánszky, compositeur hongrois (° 27 décembre 1911).
- 26 juin : Sergueï Lemechev, chanteur d’opéra russe (° 10 juillet 1902).
- 17 juillet : Witold Małcużyński, pianiste polonais (° 10 août 1914).
- 23 juillet : Harold Rutland, pianiste, critique musical et compositeur britannique (° 21 août 1900).
- 26 juillet : Gena Branscombe, pianiste, compositrice et cheffe de chœur canadienne (° 4 novembre 1881).
- 31 juillet : Marie-Louise Gigout-Boëllmann, organiste, professeur d'orgue et de piano française (° 18 juin 1891).
- 17 août : Pavel Serebriakov, pianiste et professeur russe (° 28 février 1909).
- 6 septembre : Paul Burkhard, compositeur suisse (° 21 décembre 1911).
- 7 septembre : Gustave Reese, musicologue et professeur américain (° 29 novembre 1899).
- 8 septembre : Cesare Nordio, compositeur italien (° 31 août 1891).
- 13 septembre : Leopold Stokowski, chef d'orchestre britannique (° 18 avril 1882).
- 16 septembre : Maria Callas, soprano américaine d'origine grecque (° 2 décembre 1923).
- 30 septembre : Alexandre Tcherepnine, compositeur et pianiste russe puis américain (° 2 janvier 1899).
- 14 novembre : Richard Addinsell, compositeur britannique (° 13 janvier 1904).
- 18 novembre : Émilien Allard, carillonneur, pianiste, clarinettiste, organiste, chef d'orchestre et compositeur de musique québécois (° 12 juin 1915).
- 20 novembre : Conrad Letendre, compositeur, organiste, pédagogue, théoricien et compositeur québécois (° 9 janvier 1904).
- 21 novembre : Paul Schöffler, baryton-basse autrichien (° 15 septembre 1897).
- 5 décembre : Remy Prìncipe, violoniste, compositeur et professeur italien (° 25 août 1977).
- 16 décembre : Thomas Schippers, chef d'orchestre américain (° 9 mars 1930).
- 22 décembre : 
  - Johann Nepomuk David, compositeur autrichien (° 30 novembre 1895).
  - Lotte Schöne, cantatrice (° 15 décembre 1891).

### Date indéterminée
- Siegfried Rapp, pianiste allemand (° 4 octobre 1917).